# Financial Times

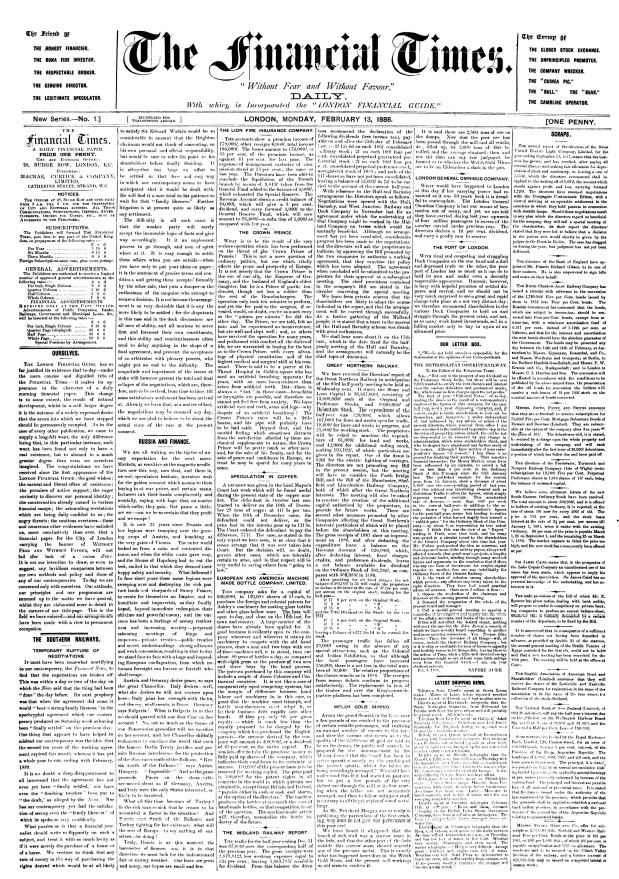
Voorpagina FT, 13 februari 1888

De Financial Times (FT) is een dagelijks verschijnend Brits internationaal zakendagblad met een grote invloed in de zakenwereld en politiek met hoge journalistieke normen. De Financial Times wordt in onder meer Londen uitgegeven en geldt als liberale krant.
De Financial Times verscheen voor de eerste maal op 13 februari 1888. Vanaf 1893 werd de Financial Times op zalmkleurig papier gedrukt. De Financial Times heeft een groot aantal aandelenindices geïntroduceerd, waarvan die op de effectenbeurs van Londen het bekendst zijn. De Financial Times Stock Exchange Index (FTSE) heeft als bijnaam de foetsie.
Op 1 januari 1979 werd de eerste Financial Times buiten Groot-Brittannië gedrukt, namelijk in Frankfurt am Main. Dit was het startpunt van een grote internationale expansie. Tegenwoordig wordt de krant wereldwijd op 23 plaatsen gedrukt en heeft buiten de Britse editie drie Europese, een Amerikaanse en een Aziatische edities. In Duitsland verscheen tot december 2012 de Financial Times Deutschland in het Duits en in Polen een editie in het Pools. De krant heeft een Amsterdamse redactie.
De Financial Times geldt als een van de Britse kwaliteitskranten (broadsheets) en heeft zich gespecialiseerd in het melden van zakelijk en financieel nieuws, terwijl het handhaven van de redactionele onafhankelijkheid vooropstaat. Bij gelegenheid heeft de krant het financiële beleid van de Britse overheid of van andere landen aangevallen of misstanden in het zakenleven geopenbaard. Het is journalisten van de Financial Times verboden om in aandelen te handelen. 
De oplage van de Financial Times schijnt een van de hoogste onder financiële kranten ter wereld te zijn, tweede na die van The Wall Street Journal. Gedrukt als broadsheet op distinctief licht zalm roze papier, is de Financial Times het enige dagblad in het Verenigd Koninkrijk dat dagelijks de koersen van de beurs van Londen publiceert als zogenaamd paper of record.
In juli 2015 maakte uitgeverij Pearson, sinds 1957 eigenaar, bekend de FT Group, vooral de krant Financial Times, te verkopen aan de Japanse uitgever Nikkei. Nikkei bood 844 miljoen pond. De Duitse uitgever Axel Springer was ook een kandidaat, maar Nikkei bood meer. Nikkei is een grote uitgever van zakelijke publicaties in Japan en bestaat al sinds 1876. In 2017 was de papieren oplage van de Financial Times wereldwijd ca. 184.000 (in 2004 nog 406.000). Daarentegen is het aantal digitale abonnementen naar ca. 650.000 gestegen. De omzet van de FT Group in dat jaar was £334 miljoen.

## Magazines
Bij de Britse en Ierse uitgaven verschijnt de bijlage FT Magazine. 
Daarnaast verschijnt ook een glossy magazine How to spend it (HTSI), gericht op luxegoederen zoals jachten, landhuizen, appartementen, horlogerie, haute couture, exclusieve auto's en mode, met columns van personen uit de kunst-, tuin-, voedings-, hotel- en reisbranche. How to Spend It begon in 1967 als een paginagroot  artikel. Om het 15-jarig bestaan te vieren, lanceerde de FT op 3 oktober 2009 de online versie van deze publicatie. Critici noemden de timing van de lancering ongepast, tijdens de kredietcrisis.